# سوزان نيلسون
سوزان نيلسون (بالسويدية: Susanne Åberg)‏ (30 ديسمبر 1991 بالسويد - ) هي لاعبة كرة قدم سويدية في مركز حراسة المرمى. شاركت مع منتخب السويد تحت 17 سنة للسيدات لكرة القدم ومنتخب السويد تحت 19 سنة للسيدات لكرة القدم ومنتخب صربيا الوطني لكرة القدم للسيدات. أما مع النوادي، فقد لعبت مع نادي هوفوس بلدال ونادي هكن للسيدات وAIK Fotboll (women) ‏ وSunnanå SK ‏ وDjurgårdens IF Fotboll (women) ‏.

## وصلات خارجية
- سوزان نيلسون على موقع الاتحاد الأوربي (الإنجليزية)
- سوزان نيلسون على موقع قاعدة بيانات كرة القدم.إي يو (الإنجليزية)
- سوزان نيلسون على موقع Soccerway.com (الإنجليزية)